# Gymnosporia elliptica
Gymnosporia elliptica là một loài thực vật có hoa trong họ Dây gối. Loài này được (Thunb.) Schönland mô tả khoa học đầu tiên năm 1919.